# Club Sportivo Estudiantes
El Club Sportivo Estudiantes, conocido popularmente como «Estudiantes de San Luis» o por su acrónimo «CSE», es una institución deportiva argentina de la Ciudad de San Luis, Provincia de San Luis cuya principal actividad es el fútbol profesional. Fue fundado el 20 de junio de 1920 por un grupo de estudiantes. Actualmente participa en el Torneo Federal A, tercera división del fútbol argentino.
Forma parte a la Liga Sanluiseña de Fútbol, siendo hasta la fecha el equipo con más campeonatos, con un total de 33 títulos, y junto a Juventud Unida Universitario y Jorge Newbery es de los más representativo de San Luis a nivel nacional. Disputa sus encuentros de local en el Estadio Héctor Odicino-Pedro Benoza (El Coliseo), del cual es propietario. Dicho recinto posee una capacidad para 12 500 espectadores, convirtiéndose en el estadio de fútbol de mayor capacidad en San Luis.
Su clásico rival es el Juventud Unida Universitario, de la misma ciudad. Otras rivalidades son las que mantiene con Sporting Victoria, Defensores del Oeste, Jorge Newbery (Villa Mercedes) y Alianza Futbolística (Villa Mercedes). El club cuenta con fútbol masculino, femenino, vóley femenino y Futsal masculino y femenino.

## Historia

### Fundación (1920)
Por iniciativa de alumnos de la Escuela Normal Juan Pascual Pringles, un 20 de junio de 1920 en el patio de honor del establecimiento, luego de conmemorar el fallecimiento del general Manuel Belgrano se reunieron un grupo de alumnos y tras deliberar surgió la primera Comisión Directiva, presidida por el alumno Carlos Pino.
Así nació una nueva institución a la que denominaron Club Sportivo Estudiantes, adoptando los colores verde y blanco en señal de la esperanza y la pureza.
La primera comisión directiva del Club Sportivo Estudiantes estaba así formada:
- Presidente: Martin Decena
- Vicepresidente: Salvio Cadelago
- Secretario: Arturo F. Cavillon
- Pro-secretario: Augusto Berrondo
- Tesorero: Adalberto Camargo
- Pro-tesorero: Gregorio Lucero
- Vocales: Ysidro Romagnoli, Tomas Battini, Amilcar Guiñazú, Ricardo Herrera y V. Villegas.

En el momento de su fundación (20 de junio de 1920), Estudiantes contaba con el apoyo de importantes autoridades y comercios del San Luis de entonces, incluso del Gobierno de la Provincia, que colaboró con la donación de un terreno ubicado en la calle Constitución, entre Junín y Pringles, que era entonces conocido como Plaza de Las Tropas o Cuatro Pilares. No hay constancia del destino o la utilización o no de parte del club de dicho terreno, debido a la escasa información de aquella época que ha llegado a nuestros días. 
En agosto de 1920 se funda la Unión Puntana de Fútbol (más tarde Liga Puntana y hoy Liga Sanluiseña) y Estudiantes sería el campeón venciendo a sus tres rivales en un torneo que se jugó con el sistema todos contra todos a una sola rueda. Todos los partidos tuvieron el mismo escenario: La Cancha del Internado (Regimiento 16 de Infantería). El "albiverde" de 1920 le ganó al Sporting Victoria 2-0, a Regimiento 4-1 y al Club Pringles 3-0 quedando para siempre en la historia como el primer campeón del fútbol de San Luis.
Formación del campeón 1920: Vicente Lucero, Ricardo Herrera, Ernesto Sosa, Oscar Rodríguez, Gregorio Lucero, José Cornejo Sosa, Salvio Cadelago, Tomas Battini, Ernesto Romero, Arturo Cavillon y Gerardo González. Entre los suplentes estaban: Hugo Orozco, Adolfo Delgado y Luis Piscitelli.
Ese primer plantel “Albiverde” se coronó campeón en el primer torneo de la Unión Puntana de Fútbol que disputó y mantuvo el título hasta 1927. De ahí en más nació en el imaginario social el apodo de “el club que nació campeón”.
La hazaña que repitió por 7 temporadas consecutivas se cortó en 1928, pero volvió a obtener el título de campeón en 1929, 1931 y 1933. Luego de un paréntesis de ocho años, logró los campeonatos de los años 1941, 1942, 1943, 1944, 1953, 1955, 1959, 1961, hasta llegar a conseguir el Récord Nacional del Fútbol Amateurs.[cita requerida]
- Récord invicto del fútbol amateurs: tras una seguidilla de buenas campañas el conjunto puntano llegó a conseguir el Récord Nacional del Fútbol Amateurs, de 57 partidos en condición de invicto durante, 1966, 1967, 1968, lo notable fue que durante este periodo se obtuvo el campeonato, sin perder un solo encuentro, inclusive mantuvo el invicto frente a rivales de trayectoria nacional e internacional, como Rosario Central, Vélez Sarsfield, Club Atlético Talleres (Córdoba), Ferro Carril Oeste, Nacional de Uruguay, Flamengo, São Paulo, Selección Juvenil de Argentina y Uruguay.

## Participación en torneos de AFA
- Torneo Regional: en el año 1967 AFA, implementó el Torneo Regional (de 1967 a 1986) en modo de federalizar el fútbol argentino, Estudiantes fue parte de la primera edición. Su debut fue en la provincia de Mendoza ante el Atlético San Martín cayendo 3 a 2 en el Estadio General San Martín y 1 a 0 en el Coliseo. Las mejores campañas fueron tres semifinales en los años 1967, 1973 y 1975 y los subcampeonatos de 1982 ante Independiente Rivadavia y 1983 ante Andino de La Rioja.
- Torneo del Interior: en el año 1986 tras el surgimiento de la Primera B Nacional nacía el Torneo del Interior (1986-1995) donde el verde solo estuvo en tres ediciones, una de ellas fue la "temporada 1989-1990" donde alcanzó las semifinales.
- Torneo Argentino B: la participación en el Argentino B (cuarta división del fútbol argentino) tuvo altibajos, desde sus dos primeras apariciones (temporadas 2000-01 y 2001-02) de buena a regular, á mala en las siguientes dos temporadas (2004-05 y 2005-06) donde ambas culminaron en descensos. Se revindico siete años más tarde consagrándose campeón de la edición 2012-13.
- Torneo del Interior: conocido también como Torneo Argentino "C" (quinta división del fútbol argentino). Su primera participación fue en la temporada 2009 de mala campaña, eliminado en primera fase. las siguientes temporadas (2010 y 2011) siguieron la mala racha, hasta el arribo del gerenciador Carlos Ahumada que gestiono la llegada de jugadores de categorías superiores, el verde grito campeón en la edición 2012.
- Torneo Argentino A: participó por primera vez en el Torneo (Temporada 2013/14) donde tuvo una primera fase regular quedando 10.º de 12.º equipos de la zona sur muy cerca del descenso que lo evitó en la última fecha de la fase repechaje tras ganarle 3 a 2 a Juventud Antoniana de Salta en El Coliseo colmado de gente albiverde, ese triunfo le permitió clasificar a la siguiente fase quedando eliminado en cuartos de final ante CAI de Comodoro Rivadavia con un global de 4 a 4 pero clasificó la CAI por la ventaja deportiva. Debido a la reestructuración del fútbol argentino, el Torneo Federal A (ex Argentino A) contaba con seis ascensos, Estudiantes ganó la zona 2 adjudicándose uno de los ascenso a la ansiada Primera B Nacional.

##### Subcampeón -Torneo Regional 1982
La escuadra que integrara Juan Gilberto Funes en 1982. Comenzó ganando de local por 3 a 2 al conjunto mercedino Alianza Futbolística (VM) el partido de ida. El partido de vuelta es muy recordado por el gol de arco a arco del arquero de estudiantes Carlos "Loco" Lucero que fue tapa de la Revista El Gráfico, y el tercer gol del "búfalo" Funes, finalmente el partido terminaría 3 a 1 a favor del albiverde. Perdería la final frente a Independiente Rivadavia de Mendoza por 2 a 0 el partido de ida y 1 a 1 el de vuelta.

##### Subcampeón - Torneo Regional 1983
Un año más tarde llegaría nuevamente a la final del Torneo Regional de 1983 donde el verde enfrentó a Andino de La Rioja empatado el global en 2 a 2 y producto de la decisión del Consejo Federal de AFA, se definió el ascenso a la máxima categoría del fútbol argentino (Nacional 1983) por medio del bolillero, favoreciendo al equipo riojano. Anteriormente había superado en primera fase a Pacífico de General Alverar, Jorge Newbery de Villa Mercedes, Andes Talleres y Huracán de San Rafael.

##### Semifinalista - Torneo del Interior 1989/1990
Luego vendría la campaña de 1989-1990 del Torneo del Interior, donde se destacaron jugadores como:Gerardo Quiroga, Raúl Bautista, Mario Saccone, Carlos Sosa Falcioni. En esta campaña, Estudiantes eliminó en primera fase a Godoy Cruz Antonio Tomba y a Argentino (General Alvear), clasificando a la segunda fase junto a San Martín de San Juan para enfrentar y eliminar a Independiente Rivadavia, y Colegiales (Villa Mercedes). En cuartos de final enfrentó al Club Atlético Aldosivi, que ganó el partido de ida por 2 a 0 en el Estadio José María Minella mientras que Estudiantes ganó el partido de vuelta por 4 a 2 en el "coliseo". Con el global 4 a 4, Estudiantes se impuso en la definición por penales 3 a 2 luego de haber jugado un alargue de 30´. Tras el desgaste, y bajas por expulsiones y lesiones, el conjunto albiverde caería rotundamente en la semifinal con Nueva Chicago, 3 a 1 ida y 3 a 0 vuelta. Ese campeonato lo terminaría ganando Club Atlético Atlanta venciendo 2 a 1 el global a Nueva Chicago.

### Campeón - Torneo Argentino C 2012
Para este campeonato llegaron jugadores destacados como: Valentín Brasca, Omar Gallardo, Mario Vallejo, Gastón Leva, Daniel Quiroga, Daniel Garro y Pablo Azcurra entre otros.
Estudiantes terminó 1.º en la zona 88 con 14 puntos arriba de General San Martín (Villa Mercedes), Alianza Futbolística (Villa Mercedes) y Sp. Pringles (Villa Mercedes). En los treintaidosavos de Final dejó en el camino a Deportivo Colón (Jesús María) derrotándolo 4 a 3 el partido de ida y 5 a 0 de vuelta, clasificando a los dieciseisavos de Final para derrotar 6 a 5 por penales a Defensores de La Boca tras haber empatado 3 a 3 el global.
En octavos de final se enfrentó a Defensores de Esquiú (San Juan) ganándole 1 a 0 de ida y 2 a 0 en la vuelta para así clasificar a cuartos de final empatando 1 a 1 el partido de ida, y ganando categóricamente 6 a 0 el partido de vuelta a Unión Aconquija, luego vendría la seminal frente a Gutiérrez Sport Club donde perdió por 1 a 0 el partido de ida en Mendoza, en la vuelta el verde ganaría 1 a 0 con gol de Gastón Leva forzando a ir a los penales, con una gran actuación de Brasca atajando un penal decisivo Estudiantes ganaría 4 a 3.
En la final ante Deportivo Aguilares ganó el partido de ida jugado en Tucumán por 2 a 1 con goles de Sergio D´amico y Fernando Cura, el campeonato se definiría en "El Coliseo", tras empatar 0 a 0, el día 25 de mayo de 2012 ante 12 000 personas Estudiantes se consagró campeón del Torneo del Interior 2012, consiguiendo su primer título de AFA a sus 92 años.
- En la semifinal, el conjunto mendocino reclamó los puntos del partido semifinal ante Estudiantes, por la supuesta mala inclusión del jugador Daniel Garro, el Tribunal de Disciplina Deportiva del Interior, del Consejo Federal de AFA, falló a favor de Estudiantes.[6]

Integrantes del plantel Campeón:
Valentín Brasca e Ivan Videla; Mario Vallejo, Marcos Schneider, Miguel Ángel Carrizo, Gustavo Arrieta, Fernando Collado, Gabriel Fernández, Carlos Soria, Andrés Bustamante, Gaston Bazan y Emanuel Becerra; Omar Gallardo, Gaston Bordón, Daniel Quiroga, Federico Vega, Pablo Azcurra, Marcelo Sosa, Sebastian Camargo, Juan Jose Lucero, Sergio Damico, Maycol Miranda y Marcos Gaitan; Gastón Leva, Daniel Garro, Miguel Machuca, Aldo Jaret Mendoza, Fernando Cura y Franco Cabrera; DT: Gerardo Goméz y Juan Carlos Puente.

### Campeón -Torneo Argentino B 2012/13
Para este campeonato llegaron jugadores destacados como: Roberto Moreira Aldana, Gastón Stang, Emanuel Celiz, Facundo Quiroga, Sergio Viturro quien luego se iría a mitad del torneo pero llegó el goleador Nicolás Gatto entre otros.
A casi 4 meses del ascenso, Estudiantes debutó de local en el Argentino B 2012/13 ganando por 3 a 1 a Pacífico de General Alvear por la zona 3 del torneo, donde enfrentaría equipos de gran nivel como Gimnasia de Mendoza, Estudiantes de Río Cuarto y San Martín de Mendoza, entre otros.
Ya consumadas las 26 fechas de la primera fase del torneo, Estudiantes se clasificó en el segundo puesto detrás de Gimnasia de Mendoza a quien le ganó los dos partidos por 1 a 0:
Por la segunda fase debió enfrentar a 9 de Julio (Morteros), El Linqueño y 9 de Julio (Rafaela). Comenzó ganando por 2 a 1 a El Linqueño de local, de visitante perdería ante 9 de Julio de Morteros por 3 a 1, empató con 0 a 0 con 9 de Rafaela y empataría por 2 a 2 en Lincoln ante El Linqueño, cerrando las dos últimas fechas de local ganando por 3 a 0 a 9 de Rafaela y 3 a 0 ante 9 de Morteros, nuevamente clasificaría en segundo lugar:
En cuartos de final se enfrentó ante Club Sportivo Rivadavia (Venado Tuerto) a único partido. Como en la segunda fase Estudiantes consiguió más puntos que Sportivo Rivadavia se jugó en el coliseo, tras empatar por 2 a 2 en los 90 minutos, el Albiverde ganó 4 a 1 por penales. En el partido de ida de la semifinal ante Mitre de Santiago del Estero, Estudiantes ganó por 3 a 0 de local y en el partido de vuelta no se pudo jugar debido a que los hinchas de Mitre agredieron a los jugadores de Estudiantes cuando estos acudían al estadio. El partido se jugó tres días después en la capital de Santa Fe a puertas cerradas, estudiantes ganó por 2 a 0 dejando un 5 a 0 el global.
En la final de ida Estudiantes recibía a Club Atlético Policial de Catamarca, donde el verde se impuso por 3 a 1 con gol de Daniel Quiroga, Gustavo Arrieta y Federico Vega mientras que para la visita convirtió "Pica" Fernández.
La vuelta que se jugó en el Estadio Bicentenario Ciudad de Catamarca ante 10 mil personas, a los 29 min. Alexis Brizuela de tiro libre anotaba la apertura del marcador para el local y Mario Vallejo a los 21 min. del segundo tiempo empataba el marcador que fue definitivo consagrando a Estudiantes campeón del Argentino B consiguiendo el ascenso al Argentino A.
Integrantes del plantel Campeón:
Valentín Brasca, Federico Brasca e Ivan Videla; Mario Vallejo, Gastón Stang, Miguel Ángel Carrizo, Gustavo Arrieta, Emanuel Celiz, Facundo Nicolás Quiroga, Emanuel Becerra, Pablo Costi y Pablo Camargo; Omar Gallardo, Gaston Bordón, Daniel Quiroga, Federico Vega, Julio Agüero, Marcelo Sosa, Sergio Damico, Maycol Miranda y Marcos Gaitan; Nicolás Gatto, Daniel Garro, Roberto Moreira Aldana, Fernando Cura, Pablo Cozzi y Franco Cabrera; DT: Gerardo Goméz y Juan Carlos Puente.

### Ascenso - Torneo Federal A 2014
Previo al Mundial 2014 y tras el alejamiento de Gerardo Gómez - Juan Carlos Puente, asumen como dupla técnica Darío Ortiz y Pablo Morant para afrontar el torneo transición del fútbol argentino 2014, que otorgaba 7 ascensos a la Primera B Nacional en tan solo seis meses de juego. Para esta campeonato de llegaron jugadores destacados como: Cristian Núñez, Alejandro Manchot, Miguel Monay y Leandro Guaita.
Arrancó su participación en la Zona 2, cayendo derrotado en el Clásico puntano, frente al Club Atlético Juventud Unida Universitario por 1 a 0. Se recuperó luego y terminó la primera rueda compartiendo la punta con su máximo rival, al que derrotó por 2 a 0 al principio de la segunda rueda, iniciando su camino al ascenso, que coronó una fecha antes del final, al derrotar a Andino Sport Club como visitante, el día 2 de noviembre de 2014. Fue el mejor de la tabla general (40 equipos) con 32 pts.
Integrantes del plantel Campeón:
Valentín Brasca, Javier Colli y Jesús Guzmán; Mario Vallejo, Gastón Stang, Alejandro Manchot, Gustavo Arrieta, Emanuel Celiz, Facundo Nicolás Quiroga y Luciano Peinado; Omar Gallardo, Gaston Bordón, Daniel Quiroga, Federico Vega, Miguel Monay, Emiliano Méndez, Israel Roldán, Carlos Llamos, Sergio Viturro y Emanuel Morete; Nicolás Gatto, Daniel Garro, Roberto Moreira Aldana, Cristian Núñez , Agustín Curima, Fernando Federico y Leandro Guaita; DT: Pablo Morant y Darío Ortiz.

### Primera B Nacional
- B Nacional 2015: en la temporada 2015, jugó por primera vez en la Primera B Nacional, llegaron jugadores de renombre (Marcelo Mosset, Martín Wagner, Cristian Fabbiani, Maxi Estévez entre otros) para afrontar el torneo. Tras debutar como local en el Estadio Juan Gilberto Funes de La Punta ganando 2 a 0 ante Guaraní Antonio Franco, tras arrancar la temporada de mayor a menor, la contratación de Héctor Arzubialde (en la fecha 27.ª de 46) tras la renuncia de Darío Ortiz, repuntó a una muy buena campaña (9.ª posición) que lo dejó a solo 4 pts del play off por el segundo ascenso a la primera división del fútbol argentino y lo clasificó a la Copa Argentina 2015-16 donde en los 16avos de final enfrentó al River Plate de Marcelo Gallardo. Los goleadores del equipo fueron: Roberto Moreira Aldana 14, Cristian Núñez 8 y Sergio Viturro 5 tantos.
- B Nacional 2016: para el torneo transición de 21 fechas llegaron jugadores como: Nicolás Delmonte, Lucas Acevedo, Leonel Felice, Alejo Distaulo entre otros. La primera fecha fue nada más y nada menos que frente al clásico Juventud Unida Universitario quien arrancó ganando por 1 a 0 por el gol de Leandro Caruso desde el punto de penal, el verde en el complementario y sobre el final se llevó la victoria 2 a 1 con goles de coquito Roldán a lo 43 min y Lucas Acevedo a los 48 min finalizando el encuentro.[9] La temporada terminó de regular a mala tras la falta de cinco fechas del alejamiento de Héctor Arzubialde de la dirección técnica por diferencias con Carlos Ahumada (presidente del club). La institución ya arrastraba problemas económicos con el pago a jugadores a fines de la temporada pasada que se magnificaría en este torneo teniendo su declive en la siguiente temporada.[10]
- B Nacional 2016-17: de las peores campañas en la institución, por los hechos que la acontecieron (al borde de la quiebra y desaparición). Arrastrando los problemas económicos del torneo pasado, una disputa entre Carlos Ahumada (presidente del club) y el gobierno de la provincia de San Luis (principal patrocinador de los clubes puntanos) terminó de romper las relaciones entre sí; mientras el plantel se encontraba realizando la pretemporada en Lobos, comenzó a circular el rumor de que el presidente tenía pensado realizar el cambio de localía del verde en dicha ciudad en forma de generar presión por un aporte económico al gobierno puntano, que no desistió,[11] terminó de un dicho al hecho.[12] La institución comenzó el campeonato realizando de local en el Estadio República de Italia, Ciudad Evita, fue por 1 a 0 ante Gimnasia de Jujuy, el equipo comandado por Sebastián Rambert,[13] comenzó de mayor a menor empeorando la situación la renuncia de Carlos Ahumada[14] a la presidencia del club quedando acéfalo y a la mala situación el gobierno puntano decide intervenir el club de la mano de Ivana Bianchi[15] donde no solo retorno a San Luis el club albiverde, llegó la contratación como DT a Omar Asad[16] tras la renuncia de Rambert, el turco poco pudo hacer para revertir la mala campaña futbolística donde el verde quedó a 4 pts del descenso directo.
- B Nacional 2017-18: Descenso, se decretaron para esta temporada "6 descensos" en 25 partidos, el verde arrancando con un flojo promedio, llegó a la contratación de futbolistas de renombre como: Facundo Lupardo, Facundo Quiroga, Alexis Machuca, Federico Freire, Maximiliano Bustos, Gastón Ada y Matías Conti entre otros. En un primer semestre paupérrimo terminó con la dirección técnica de Omar Asad,[17] Gerardo Gómez, encaró el segundo semestre con muy buen ritmo futbolístico que no se reflejaron en los resultados terminando en la abultada zona de descensos.[18]

### COPA ARGENTINA
Enfrentó a un equipo de Primera División A del Fútbol Argentino River Plate por Copa Argentina donde perdió 2 a 1 y no pudo avanzar a los octavos de final de la Copa Argentina de fútbol. River Plate ganó con tantos de Ignacio Fernández (34m. PT) y Gonzalo Martínez (44m. ST). Mientras que Marcelo Mosset (43m. ST) para Estudiantes de San Luis había establecido el empate transitorio, en el partido que se jugó en el estadio Padre Martearena de Salta y fue controlado por Fernando Rapallini 
- Formación de River Plate: Augusto Batalla, Jorge Moreira, Jonatan Maidana, Gonzalo Montiel, Milton Casco, Leonardo Ponzio, Ignacio Fernández, Gonzalo Martínez, Tomás Andrade, Sebastián Driussi, Lucas Alario
- Suplentes de River Enrique Bologna, Luis Olivera, Nicólas Domingo, Camilo Mayada, Iván Rossi, Rodrigo Mora, Iván Alonso
- DT: Marcelo Gallardo
- Formación de Estudiantes de San Luis: Valentín Brasca, Jeison Murillo, Nicolás Ortiz, Marcelo Mosset, Fernando Biela, Mario Vallejo, Gabriel Chironi, Daniel Quiroga, Juan Manuel Marital, Leonel Felice, Roberto Moreira Aldana
- Suplentes de Estudiantes de San Luis: Sacha Becerra, Brian Sosa, Ignacio Jaúregui, Alejo Distaulo, Santiago Rodríguez, Israel Roldán, Agustín Curima
- DT: Sebastián Rambert

### Clásico
El 13 de octubre de 2013 tras 12 años del último enfrentamiento en torneos de AFA, los dos clubes más exponentes del fútbol de San Luis volvían a enfrentarse por la novena fecha del Argentino A, el cotejo se jugó en el estadio provincial Juan Gilberto Funes de la ciudad de La Punta ante más de 11 000 personas (local y visitante) Estudiantes ganó por 1 a 0 con gol de Nicolás Gatto a los 40' del primer tiempo.
En el año 2014, comenzaría la primera participación del Torneo Federal, en la primera fecha caería derrotado por 1 a 0. Luego de terminar la primera rueda compartiendo la punta con su rival moderno, se volverían a encontrar Estudiantes derrotó a Juventud Unida Universitario por 2 a 0 iniciando su camino al ascenso, que coronó una fecha antes del final del Torneo.

## Uniforme
- Uniforme titular: Camiseta blanca con tres bastones verdes, mangas verdes, pantalón blanco con una franja verde vertical, medias blancas con 2 tiras verdes horizontales.
- Uniforme alternativo: Camiseta blanca con franjas verdes degradadas verticales, pantalón blanco con franja verde vertical, medias blancas con 2 tiras verdes horizontales.
- Tercer Uniforme: Camiseta negra con 2 franjas verde y blanca, pantalón negro con 2 franjas verde y blanca, medias verdes con 2 tiras blancas horizontales.

En el año 1920 la primera comisión directiva decidió adoptar los colores verde y blanco simbolizando la esperanza, lealtad y pureza hacia el club que se ha mantenido hasta la actualidad.
| 1920/2007 |

### Evolución del uniforme
- Camiseta titular

| 2008/11 | 2011/12 | 2012/13 | 2013/14 | 2014/15 | 2015 | 2016 |

| 2017 | 2017/18 | 2018/19 | 2019/20 | 2021/22 | 2023 | 2024 |  |

- Camiseta suplente

| 2008/11 | 2011/12 | 2012/13 | 2013/14 | 2014/15 | 2015 | 2016 |

| 2017 | 2017/18 | 2018/19 | 2019/20 | 2021/22 | 2023 | 2024 |  |

- Camiseta alternativa

| 2012/13 | 2013/14 | 2014/15 | 2015 | 2016 | 2017 | 2017/18 | 2018/19 | 2021 |  |

### Indumentaria y patrocinador
La tabla detalla en orden cronológico los nombres de las firmas proveedoras de indumentaria y los patrocinadores que tuvo Estudiantes desde 1980.
| Período       | Proveedor                 | Patrocinador/es                                                                                   | Patrocinador/es secundario/s                                          |
| ------------- | ------------------------- | ------------------------------------------------------------------------------------------------- | --------------------------------------------------------------------- |
| 1980-1983     | Olimpia                   | Ninguno                                                                                           | Ninguno                                                               |
| 1984-1991     | Uribarri                  | Ninguno                                                                                           | Ninguno                                                               |
| 1992-1993     |                           | Bubbiani Construcciones                                                                           | Ninguno                                                               |
| 1994-1995     | Taiyo                     | AVH                                                                                               | Ninguno                                                               |
| 1996-1998     |                           | AVH                                                                                               | Ninguno                                                               |
| 1999-2001     | Ferrieres                 | Cordial                                                                                           | Ninguno                                                               |
| 2001-2002     | Ferrieres                 | Ninguno                                                                                           | Ninguno                                                               |
| 2002-2003     | Don Balón                 | Rodríguez Saa Presidente                                                                          | Ninguno                                                               |
| 2003-2004     | Don Balón                 | Banco Supervielle                                                                                 | Ninguno                                                               |
| 2004-2009     | Levallier                 | Banco Supervielle                                                                                 | Ninguno                                                               |
| 2010          | ESport                    | Agrupación Albiverde                                                                              | Ninguno                                                               |
| 2011          | ESport                    | Unicef                                                                                            | Ninguno                                                               |
| 2012-2013     | ESport                    | Panamericanos 2019 La Punta                                                                       | Grupo Slots                                                           |
| 2013-2014     | ESport                    | San Luis Inspira                                                                                  | Grupo Slots                                                           |
| 2014-2015     | ESport                    | San Luis Inspira                                                                                  | Grupo Slots Lotería de San Luis                                       |
| 2015-2016     | Sport Lyon                | Ninguno                                                                                           | ERSA PESSA Secco                                                      |
| 2016          |                           | Hotel Cristoforo Colombo                                                                          | Befol Antiinflamatorio VAP Construcciones S.R.L. Secco                |
| 2017          | Alfest Sport              | San Luis es la llave Ferrieres Deportes                                                           | Perfumería Los Álamos Dasso Viajes Signa Imágenes Médicas             |
| 2017-2018     |                           | San Luis cambió y cambió el futuro                                                                | Ninguno                                                               |
| 2018-2019     | Gobierno de San Luis      | San Luis Nos Une                                                                                  |                                                                       |
| 2020          | Gobierno de San Luis Sago | San Luis Nos Une Fruta Show                                                                       |                                                                       |
| 2021          | Gobierno de San Luis Sago | San Luis Nos Une Fruta Show Vittal Agua y Soda La Continental                                     |                                                                       |
| 2022          | Gobierno de San Luis Sago | San Luis Nos Une Fruta Show Vittal Agua y Soda La Continental Well-Home Fitness & Health Providus |                                                                       |
| 2023          | IFK Sports                | Gobierno de San Luis                                                                              | Agua y Soda La Continental                                            |
| 2024-presente | GO7                       | Gobierno de San Luis                                                                              | Signa Imágenes Médicas Diario Todo Un Pais Agua y Soda La Continental |

## Instalaciones

### Estadio
- La primera cancha: tras números y arduas gestiones Estudiantes obtiene por medio de la Intervención Nacional la cesión de un terreno consistente en más de tres hectáreas, donde se inauguraría la primera cancha en calles Bolívar entre Sucre y San Juan. Así, Estudiantes se convertía en el primer club local en tener su propia cancha. Luego la sede del club, se trasladó a la actual Av. España, en la casa de la familia Alejandrino, que dispuso de su domicilio particular como cede del club, por muchos años. En los campos de juego de esa época, el Verde jugó en el internado (Instituto de formación secundaria, conocido como el internado), posteriormente jugó en "cancha Colon" (donde se encontraba emplazada la terminal de ómnibus), hasta concretarse el anhelo del campo de juego propio, que con el paso de los años se instaló en el imaginario social como el Coliseo Albiverde.
- Remodelaciones: el día 4 de abril de 2017 iniciaron las obras de construcción de un polideportivo techado, dos canchas fútbol 5 de césped sintético, luminaria interna y externa, nuevas cabinas de transmisión (tv, radio y medios gráficos) nuevos baños, nuevos accesos a tribuna, edificación de sede social y fachada externa, para poner en funcionamiento la Escuela Generativa y demás deportes. La obra cuenta con una inversión de 25.079.913,71 $ (peso argentino), a través de un plan social llamado "amando San Luis, amando mi club" por parte de la Secretaria de deportes del gobierno de San Luis (el plan alcanza a más de 100 clubes de la provincia).[19]
- Predio: el día martes 20 de junio del 2017 el gobierno de la provincia de San Luis anuncio la cesión de un predio de 27 hectáreas para la práctica del plantel profesional de fútbol, sus juveniles (de AFA y local), semilleros y el polideportivo social del club.[20] Además se construirán áreas recreativas con espacios verdes que serán utilizadas por el socio albiverde.

## Datos del club
Actualizado al 7 de agosto de 2025.
- Primera División: 0
- Temporadas:
- Segunda División: 4
- (73.º Puesto Histórico)
- Temporadas: 2015, 2016, 2016/17, 2017/18.
- Tercera División: 9
- (47.º Puesto Histórico).
- Temporadas: 2013/14, 2014, 2018/19, 2019/20, 2020, 2021, 2022, 2023, 2024.
- Cuarta División: 5
- Temporadas: 2000/01, 2001/02, 2004/05, 2005/06, 2012/13.
- Quinta División: 4
- Temporadas: 2009, 2010, 2011, 2012.
- Torneo Regional (1967-1986): 8
- Temporadas: 1967, 1970, 1973, 1975, 1977, 1982, 1983, 1985.
- Torneo del Interior (1986-1995): 3
- Temporadas: 1987/88, 1989/90, 1993/94.

| Copa Argentina 1969    | 2.ª fase preliminar     | 4  | 2 | 1 | 1 | 6  | 6  | 0  |
| Copa Argentina 2012/13 | Tercera eliminatoria    | 2  | 1 | 0 | 1 | 3  | 4  | -1 |
| Copa Argentina 2013/14 | Fase Inicial Regional I | 1  | 0 | 1 | 0 | 0  | 0  | 0  |
| Copa Argentina 2014/15 | Fase clas. regional     | 1  | 0 | 0 | 1 | 0  | 3  | -3 |
| Copa Argentina 2015-16 | Dieciseisavos de final  | 2  | 1 | 0 | 1 | 3  | 3  | 0  |
| Copa Argentina 2018-19 | Octavos de final        | 7  | 4 | 2 | 1 | 13 | 7  | 6  |
| Copa Argentina 2019-20 | Dieciseisavos de final  | 4  | 1 | 2 | 1 | 5  | 5  | 0  |
| Copa Argentina 2021-22 | "No participa"          | -  | - | - | - | -  | -  | -  |
| Total                  | 6/11                    | 21 | 9 | 6 | 6 | 30 | 28 | 2  |

| Torneo Regional 1967                      | Primera Fase             | 2   | 0   | 0   | 2   | 2   | 4   | -2  |
| Torneo Regional 1970                      | Primera Fase             | 2   | 0   | 1   | 1   | 3   | 5   | -2  |
| Torneo Regional 1973                      | Semifinales              | 8   | 4   | 2   | 2   | 11  | 7   | 4   |
| Torneo Regional 1975                      | Semifinales              | 6   | 4   | 1   | 1   | 9   | 6   | 3   |
| Torneo Regional 1977                      | Primera Fase             | 2   | 1   | 0   | 1   | 3   | 5   | -2  |
| Torneo Regional 1982                      | Subcampeón               | 6   | 3   | 1   | 2   | 9   | 8   | 1   |
| Torneo Regional 1983                      | Subcampeón               | 10  | 5   | 3   | 2   | 13  | 9   | 4   |
| Torneo Regional 1985                      | 3.º Fase de grupos       | 8   | 4   | 2   | 2   | 11  | 9   | 3   |
| Torneo del Interior 1987-88               | 3.º Fase de grupos       | 6   | 2   | 2   | 2   | 11  | 10  | 1   |
| Torneo del Interior 1989-90               | Semifinales              | 16  | 7   | 3   | 6   | 20  | 24  | -4  |
| Torneo del Interior 1993-94               | 6.º Fase de grupos       | 10  | 1   | 2   | 7   | 8   | 18  | -10 |
| 4.º Argentino B 2000/01                   | Tercera ronda            | 22  | 8   | 7   | 7   | 33  | 26  | 7   |
| 4.º Argentino B 2001/02                   | 4.º Fase de grupos       | 12  | 2   | 7   | 3   | 6   | 12  | -6  |
| 4.º Argentino B 2004-05                   | Descenso                 | 20  | 4   | 9   | 7   | 18  | 22  | -4  |
| 4.º Argentino B 2005-06                   | Descenso                 | 20  | 1   | 7   | 12  | 14  | 40  | -26 |
| 5.º Torneo del Interior 2009              | 3.º Fase de grupos       | 6   | 2   | 1   | 3   | 8   | 10  | -2  |
| 5.º Torneo del Interior 2010              | 16avos de final          | 10  | 4   | 5   | 1   | 13  | 6   | 7   |
| 5.º Torneo del Interior 2011              | 32avos de final          | 8   | 3   | 2   | 2   | 12  | 7   | 5   |
| 5.º Torneo del Interior 2012              | Campeón                  | 18  | 12  | 4   | 2   | 39  | 12  | 27  |
| 4.º Argentino B 2012-13                   | Campeón                  | 37  | 18  | 10  | 9   | 62  | 40  | 22  |
| 3.º Argentino A 2013-14                   | Cuartos de final         | 34  | 12  | 9   | 13  | 47  | 47  | 0   |
| 3.º Federal A 2014                        | Ascenso                  | 14  | 10  | 2   | 2   | 27  | 9   | 16  |
| 2.º B Nacional 2015                       | 9.º                      | 42  | 13  | 17  | 12  | 47  | 44  | 3   |
| 2.º B Nacional 2016                       | 16.º                     | 21  | 7   | 3   | 11  | 17  | 25  | -8  |
| 2.º B Nacional 2016-17                    | 17.º                     | 44  | 14  | 12  | 18  | 40  | 58  | -18 |
| 2.º B Nacional 2017-18                    | Descenso                 | 24  | 5   | 10  | 9   | 13  | 19  | -6  |
| 3.º Federal A 2018-19                     | Revalida - segunda etapa | 26  | 9   | 11  | 6   | 29  | 24  | 2   |
| 3.º Federal A 2019-20, susp. por COVID-19 | 10.º                     | 21  | 7   | 4   | 10  | 19  | 24  | -5  |
| 3.º Federal A 2020                        | 3.º Reválida             | 6   | 2   | 2   | 2   | 5   | 5   | 0   |
| 3.º Federal A 2021                        | 15.º                     | 30  | 2   | 9   | 19  | 18  | 48  | -30 |
| 3.º Federal A 2022                        | 6.º - octavos de final   | 33  | 13  | 8   | 12  | 35  | 30  | 5   |
| 3.º Federal A 2023                        | 8.°                      | 32  | 8   | 11  | 13  | 33  | 41  | -8  |
| 3.º Federal A 2024                        | Octavos de final         | 30  | 7   | 9   | 14  | 31  | 43  | -12 |
| 3.º Federal A 2025                        | A disputar               | 0   | 0   | 0   | 0   | 0   | 0   | 0   |
| Total                                     | 2 Títulos                | 586 | 194 | 176 | 215 | 666 | 697 | -31 |

     Campeón.
    Subcampeón.
    Tercer Lugar.
     Ascenso.
     Descenso.

### Total partidos oficiales
Actualizado al 7 de agosto de 2025.
| Campeonato                       | PJ  | PG  | PE  | PP  | GF  | GC  | Dif. G |
| -------------------------------- | --- | --- | --- | --- | --- | --- | ------ |
| Primera División                 | -   | -   | -   | -   | -   | -   | -      |
| Segunda División                 | 131 | 39  | 42  | 50  | 117 | 146 | -29    |
| Tercera División (actualidad)    | 226 | 70  | 65  | 91  | 241 | 271 | -30    |
| Cuarta División                  | 111 | 33  | 40  | 38  | 133 | 140 | -7     |
| Quinta División (2005-2018)      | 42  | 21  | 12  | 8   | 72  | 35  | 37     |
| Copa Argentina                   | 21  | 9   | 6   | 6   | 30  | 28  | 2      |
| Torneo Regional (1967-1986)      | 44  | 21  | 10  | 13  | 62  | 53  | 9      |
| Torneo del Interior (1986-1995)  | 32  | 10  | 7   | 15  | 39  | 52  | -13    |
| Copa de la República (1943-1945) | 1   | 0   | 0   | 1   | 0   | 6   | -6     |
| Promoción ascenso/descenso       | 6   | 1   | 4   | 0   | 7   | 6   | 1      |
| TOTAL                            | 614 | 204 | 186 | 222 | 704 | 737 | -33    |

### Ascensos y descensos
- Cuarta División a Liga Sanluiseña en 2005.
- Cuarta División a Liga Sanluiseña en 2006.
- Quinta División a Cuarta División en 2012.
- Cuarta División a Tercera División en 2013.
- Tercera División a Segunda División en 2014.
- Segunda División a Tercera División en 2018.

### Jugadores con más presencias y goles
La siguiente tabla muestra todas las presencias y goles en partidos oficiales con el primer equipo de Sp. Estudiantes. Esta incluye los partidos en las competiciones nacionales (AFA, Copa Argentina y Consejo Federal). No incluye presencias ni goles en partidos amistosos. 
- Jugadores activos con el club
- Jugadores activos

Actualizado al 13 de enero de 2023.

### Mayores goleadores enAFA
| Pos. | Jugador                | Goles | part. | prom. | Período                         |
| ---- | ---------------------- | ----- | ----- | ----- | ------------------------------- |
| 1.º  | Roberto Moreira Aldana | 50    | 181   | 0,27  | 2012-2017                       |
| 2.º  | Leonel Felice          | 28    | 142   | 0,19  | 2010;2011; 2016-2021            |
| 3.º  | Nicolás Gatto          | 25    | 64    | 0,39  | 2003;2012-2014                  |
| 4.º  | Mario Vallejo          | 22    | 177   | 0,12  | 2011-2017; 2018-2019            |
| 5.º  | Sergio Viturro         | 21    | 86    | 0,24  | 2012-2013; 2014-2015; 2018-2019 |
| 6.º  | Daniel Garro           | 17    | 151   | 0,11  | 2011-2016; 2020-2021            |
| 7.º  | Gaston Leva            | 15    | 22    | 0,68  | 2012-2013                       |
| 8.º  | Cristian Nuñez         | 15    | 51    | 0,29  | 2014-2015                       |
| 9.º  | Santiago Rodríguez     | 14    | 118   | 0,11  | 2015-2020                       |
| 10.º | Juan Martín Amieva     | 12    | 32    | 0,37  | 2018-2019; 2020                 |

### Mayores presencias enAFA
| Pos. | Jugador                | Partidos | Período                   |
| ---- | ---------------------- | -------- | ------------------------- |
| 1.º  | Roberto Moreira Aldana | 181      | 2012-2017                 |
| 2.º  | Mario Vallejo          | 177      | 2011-2017; 2011-2019      |
| 3.º  | Facundo Quiroga        | 165      | 2012-2015; 2017-2020      |
| 4.º  | Valentín Brasca        | 161      | 2011-2017                 |
| 5.º  | Daniel Garro           | 151      | 2011-2016; 2020-2021      |
| 6.º  | Daniel Quiroga         | 145      | 2011-2018                 |
| 7.º  | Leonel Felice          | 142      | 2010-2011; 2016-2021      |
| 8.º  | Israel Roldán          | 131      | 2014-2018, 2019-2020-2021 |
| 9.º  | Santiago Rodriguez     | 118      | 2015-2020                 |
| 10.º | Leandro Corulo         | 109      | 2016-2020                 |

## Entrenadores

### Cuerpo técnico
| Cuerpo técnico - Federal A 2025 |
| |
| - Director técnico: - Darío Ortiz - Ayudante de campo: - Claudio Teixeira - Preparador físico: - Jonathan Moyano - Entrenador de arqueros: - Pablo Lazarte - Videoanalista - Fabricio Pérez |
| |

| Cuerpo Médico - Federal A 2025 |
| |
| - Médico: - Fernando Alday - Kinesiólogo: - Sergio Jofré - Agustín Pereyra - Nutricionista: - Fernando Lombardo - Utileros: - Simón Alcaraz - Marcelo Rolón |
| |

### Cronología de entrenadores
Solo se encuentran los años que el club participó en torneo que organiza AFA y el Consejo Federal.
- 2010:  Daniel Miranda
- 2011:  Omar Patricio Barret
- 2012-2014:  Gerardo Gómez
- 2014:  Darío Ortiz -  Pablo Morant[21]
- 2015:  Darío Ortiz
- 2015-2016:  Héctor Arzubialde
- 2016:  Sergio Arias
- 2016:  Sebastián Rambert[22]
- 2017:  Omar Asad[23]
- 2017-2018:  Gerardo Gómez[24][25]
- 2018-2020:  Héctor Arzubialde[26]
- 2020-2021:  Aldo Paredes -  Sergio De La Fuente[27]
- 2021:  Sebastián Pena[28]
- 2022-2023:  Héctor Arzubialde
- 2023-2024:  César Zabala
- 2024:  Lucas Loyola (interino)
- 2024:  Claudio Demaría
- 2024:  Fabio Giménez (interino)
- 2024:  Marcelo Fuentes
- 2025-presente:  Darío Ortiz

## Presidentes

### Comisión directiva
| Comisión directiva 2017 |
| |
| - Presidente: - Raúl Manavella (h) - Vice-Presidente: - Martín Decena - Tesorero: - Oscar Marone - Secretario General: - Federico Furnari |
| |

### Cronología de Presidentes
- Carlos Pino (1920)
- Manuel Torres
- Julio Anselmo
- Carlos Nissen
- Julio Aguierre
- Carlos Lucero
- Luis Flavier
- Manuel Moreno
- Orlando Barloa
- Silverado Calderón
- Manuel González
- Alfonso Pinella
- Luis Arno
- Marcos Zapata
- Carlos Villegas
- Marios Tapia
- Mauricio Zupo
- Antonio Abdala
- Carlos Crespo
- Héctor Odicino
- Pedro Benoza
- Carlos Vetrugno
- Miguel Bernanrdo
- Colombo Bataglia
- Humberto Torres
- Alberto Samperisi
- Alberto Chada
- Ricardo Rubiani
- Pedro Catalfamo
- Julio Coria
- Alfredo Molina (1998-02)
- Gustavo R. Ortiz (2003)
- Marcelo Ojeda (2004)
- Andrés Vallone (2005)
- Jorge Caro (2005)
- Alfredo Molina (2006-2007)
- Daniel Decena (2008-2009)
- Enrique Pérez (2010-2011)[29]
- Carlos Ahumada[30] (2011-2016)[31]
- Ivana Bianchi[32] (2016-2017)
- Raúl Manavella (h)[33] (2017-)

## Palmarés

### Campeón en Torneos Nacionales
- Tercera División (1): 2014. (Campeón)
- Cuarta División (1): 2012/13.
- Quinta División (1): 2012.

### Torneos provinciales
- Liga Sanluiseña de fútbol (33): 1921, 1922, 1923, 1924, 1925, 1926, 1927, 1929, 1930,1931, 1933, 1941, 1942, 1943, 1944, 1953, 1955, 1959, 1961, 1966*, 1967*, 1968*, 1974, 1976, 1980, 1981, 1987, 1989, 1993*, 1999, 2000a, 2000c y 2007a
  - Campeón invicto: 1966, 1967, 1968, 1993 *
- Copa Centenario (1): 2019.[34]